# José Coll y Vehí
José Coll y Vehí (Barcelona, 4 de agosto de 1823 - Gerona, 29 de diciembre de 1876) fue un teórico literario, cervantista, retórico y paremiólogo español.

## Biografía
Nacido el 4 de agosto de 1823 en Barcelona, se licenció en 1846 en Letras y Derecho en la Universidad de Barcelona. Hizo su tesis sobre la sátira provenzal. Fue catedrático de Retórica y Poética en el Instituto de San Isidro de Madrid desde 1846 hasta 1861, año en que se trasladó al de Barcelona, donde un año después fue elegido miembro de la Academia de Buenas Letras de Barcelona. Colaboró en las revistas El Genio y El Ángel Exterminador con el seudónimo Garibay, y en 1854 empezó a hacerlo en el Diario de Barcelona. Conservador y opuesto a la libertad de cátedra, procedía de una "casa pairal" de Torrent del Ampurdán. Se casó en La Bisbal, de donde era su mujer, y donde tiene una calle dedicada con su nombre.
Como poeta imitó a fray Luis de León. Publicó trabajos sobre Retórica y Poética que todavía tienen en la actualidad alguna utilidad, y rompen con los preceptistas y retóricos del siglo XVIII. Marcelino Menéndez Pelayo aseguró que "excepto el americano Andrés Bello, nadie le ha igualado en el análisis prosódico de la versificación castellana".[cita requerida] Falleció el 29 de diciembre de 1876 en Gerona.

## Obras
- Elementos de literatura (1857)
- Elementos de arte métrica latina y castellana
- La sátira provenzal (1861)
- Cuentos de hadas (1862)
- Diálogos literarios (1868)
- Modelos de poesía castellana (1871)
- El Anacreonte Hispano-Revolucionario (1872).
- Refranes del Quijote ordenados y glosados (1874).
- Les fires de Sant Tomàs (1875).
- Compendio de retórica y poética o Nociones elementales de literatura (decimocuarta edición, 1901).